# Recopa dos Campeões Intercontinentais
A Recopa dos Campeões Intercontinentais, oficialmente Supercopa de Campeões Intercontinentais, ainda conhecida como Recopa Mundial ou Recopa Intercontinental, foi uma competição oficial de futebol, disputada em 1968 e 1969, que tinha o objetivo de reunir todos os campeões da Copa Intercontinental.
O torneio foi pensado no final de 1967, a partir dos três clubes da CONMEBOL campeões da Copa Intercontinental até então: Santos, Racing e Peñarol. O anúncio ocorreu em novembro do ano seguinte, em Buenos Aires, pelos dirigentes destes dois últimos.
A primeira edição contou com os três idealizadores sul-americanos e o Inter de Milão; o Real Madrid poderia ter participado e não o fez. Na segunda, jogaram aqueles e o Estudiantes, não contando com europeus, muito em razão das eliminatórias para a Copa de 1970. O único time do então rol dos campeões da Copa Libertadores ausente foi o Independiente, vice da Copa Intercontinental em 1964 e 1965.
Em 1968, o Santos foi o campeão. Em 1969, o Peñarol levou a taça, enquanto o então campeão ficou em quarto lugar, a última posição.
Apesar de algumas fontes afirmarem que seriam dois títulos, a Recopa Intercontinental e a Supercopa Sul-Americana dos Campeões, esta última já foi citada pela CONMEBOL apenas como uma zona da Recopa Intercontinental. A CONMEBOL cita em sua lista de competições oficiais apenas um título, o da Recopa Intercontinental.
Em 2005, a CONMEBOL decidiu que a Recopa Intercontinental e a Supercopa Sul-Americana passariam a contar pontos no ranking da entidade. Em seu site, o Santos se denominou "supercampeão mundial" por ter vencido a competição. No século XXI, o clube demonstrou interesse que a FIFA reconhecesse o título como mundial. O reconhecimento pela FIFA da Copa Intercontinental como competição mundial, em 2017, não abarcou a Recopa Intercontinental.

## Campeões
| Ano           | Campeão | Vice-campeão   |
| ------------- | ------- | -------------- |
| 1968 Detalhes | Santos  | Internazionale |
| 1969 Detalhes | Peñarol | Racing         |